# 上海市女子监狱
上海女子监狱是位於中华人民共和国上海市松江区的一所女子监狱， 也是上海市境內唯一的一所女子監獄，該監獄於1995年9月開建，1996年10月啟用。監獄建成後先前關押於上海市提篮桥监狱的545名女犯移押上海市女子监狱。2001年，上海女子监狱成立新玉兰演出队，2006年改組為新玉兰艺术团。2013年，該監獄发生火灾。 2014年起，該監獄為了更好地改造女犯人，會定期邀請女犯人的母親來監獄看望女兒。